# 切爾努什卡冰原島峰
71°35′S 12°1′E / 71.583°S 12.017°E
切爾努什卡冰原島峰（德語：Tschernuschka-Nunatak），是南極洲的冰原島峰，位於毛德皇后地的阿斯特里德公主海岸，處於桑德塞滕山西南面4公里，海拔高度1,640米，由德國探險隊發現和拍攝空中照片，現時由南極條約體系管理。